# Friedrich Panzinger
Friedrich Panzinger (Múnich, Baviera, Alemania; 1 de febrero de 1903 – 31 de agosto de 1959). Fue un oficial de la SS y funcionario policial de la Alemania Nazi durante la Segunda Guerra Mundial.
Panzinger ingresó al Partido Nazi con el número de ficha 1.017.341 y a las SS con el número 322.118. El 29 de junio de 1940, pasa a trabajar en el Servicio Especial policial de Sofía, Bulgaria. En agosto de 1940 pasa a asumir la Secretaría de la sección Amt V A (Enemigos), de la Gestapo, donde realizaba sus labores combatiendo al comunismo dentro de Alemania hasta el 4 de septiembre de 1943, cuando es reasignado como Comandante del Einsatzgruppen A, hasta el 6 de mayo de 1944 cuando es asignado a la Jefatura del Sicherheitsdienst y la Gestapo de Ucrania. 
En julio de 1944 luego del atentado perpetrado por el Coronel Claus von Stauffenberg, es nombrado Delegado de la Jefatura de la Gestapo respondiendo directamente al SS Gruppenführer Heinrich Müller. Nombrado Jefe de la Sección V, o Kripo (Policía Criminal) desde septiembre de 1944 (con antigüedad de 21 de julio de 1944) hasta el final de la guerra. Fue un gran colaborador directo de Heinrich Müller, Jefe de la Gestapo.
Luego de la guerra fue entregado a los rusos que lo consideró un criminal de guerra siendo liberado en 1955. En 1959, se le abrió juicio por crímenes contra la humanidad por los delitos perpetrados durante el Holocausto judío en Rusia. Murió de un infarto mientras era trasladado a un centro asistencial.

## Promociones
- 14.10.1944 Oberst der Polizei (Coronel de la Policía)
- 24.09.1943 SS-Oberführer
- 05.07.1943 SS-Standartenführer (con antigüedad del 20.04.1943)
- 01.01.1941 SS-Obersturmbannführer
- 09.11.1939 SS-Sturmbannführer
- 20.04.1939 SS-Hauptsturmführer

## Condecoraciones
- 08.05.1944 EKII
- 30.01.1942 Cruz de Mérito de Guerra Segunda Clase
- 01.12.1942 Cruz de Mérito de Guerra Segunda Clase con Espadas
- 30.01.1943 Cruz de Mérito de Guerra Primera Clase
- 24.11.1944 Cruz Alemana en Plata